# Linea Kusatsu
La linea Kusatsu (草津線?, Kusatsu-sen) è una ferrovia a scartamento ridotto a Osaka, in Giappone, gestita dalla West Japan Railway Company (JR West). La linea è stata realizzata nel 1996 per migliorare l'accesso della zona dell'Hokuriku al Kansai.

## Stazioni
| Stazione                                               | Stazione | km da Tsuge | Collegamenti                                                                   | Posizione | Posizione           |
| ------------------------------------------------------ | -------- | ----------- | ------------------------------------------------------------------------------ | --------- | ------------------- |
| Tsuge                                                  | 柘植     | 0.0         | JR West: ■ Linea principale Kansai                                             | Iga       | Prefettura di Mie   |
| Aburahi                                                | 油日     | 5.3         |                                                                                | Kōka      | Prefettura di Shiga |
| Kōka                                                   | 甲賀     | 7.4         |                                                                                | Kōka      | Prefettura di Shiga |
| Terashō                                                | 寺庄     | 10.5        |                                                                                | Kōka      | Prefettura di Shiga |
| Kōnan                                                  | 甲南     | 12.5        |                                                                                | Kōka      | Prefettura di Shiga |
| Kibukawa                                               | 貴生川   | 15.3        | Ferrovia Shigaraki Kōgen: Linea Shigaraki Ferrovie Ohmi: Linea principale Ohmi | Kōka      | Prefettura di Shiga |
| Mikumo                                                 | 三雲     | 20.5        |                                                                                | Konan     | Prefettura di Shiga |
| Kōsei                                                  | 甲西     | 24.3        |                                                                                | Konan     | Prefettura di Shiga |
| Ishibe                                                 | 石部     | 27.6        |                                                                                | Konan     | Prefettura di Shiga |
| Tehara                                                 | 手原     | 32.7        |                                                                                | Rittō     | Prefettura di Shiga |
| Kusatsu                                                | 草津     | 36.7        | JR West: ■Linea principale Tōkaidō (Linea Biwako)                              | Kusatsu   | Prefettura di Shiga |
| La mattina e la sera i treni proseguono verso la Kyoto |          |             |                                                                                |           |                     |